# エドガルド・バウサ
エドガルド・バウサ（Edgardo Bauza, 1958年1月26日 - ）は、アルゼンチン・グラナデロ・バイゴリア出身の元サッカー選手、現サッカー指導者。現役時代のポジションはディフェンダー。元アルゼンチン代表。

## 選手キャリア
1977年から1982年までCAロサリオ・セントラルに在籍し、プリメーラ・ディビシオンで2度の制覇を経験。ディフェンダーながら310試合で80得点を決めた。
1983年にコロンビアのアトレティコ・ジュニオールへ移籍し2年間プレー。その後CAインデペンディエンテを経て1985年にロサリオ・セントラルへ復帰。キャリア晩年にはメキシコのベラクルスでプレーし、1991年に現役を引退した。
アルゼンチン代表にも選出され、1990 FIFAワールドカップでは準優勝を経験。1981年から1990年までの間に3試合に出場した。

## 指導者キャリア
1998年にロサリオ・セントラルのCEOを務めた後、1999年に監督へ就任し2001年までチームを率いた。その後はCAベレス・サルスフィエルドとCAコロンの監督を歴任した。
テレビ解説を務めていた2003年にペルーのスポルティング・クリスタルの監督に就任。就任から6カ月でチームをペルーリーグ優勝に導いた。その後もクラブを率いたが、成績不振に陥り2005年に退団。
2005年にCAコロンへ復帰した後、2006シーズン途中にエクアドルのLDUキトの監督に就任。2007年にはエクアドルリーグで優勝を果たした。2008年にはコパ・リベルタドーレスを制覇し、エクアドルのクラブを国際大会で優勝に導いた初の監督となった。なお当時のチームにはエンリケ・ベラ、ルイス・ボラーニョス、ホフレ・ゲロン、ホセ・セバージョスなどが在籍していた。FIFAクラブワールドカップ2008では準決勝で北中米カリブ海王者のCFパチューカを0-2で破り決勝進出を果たしたが、決勝で欧州王者のマンチェスター・ユナイテッドFCに1-0で敗れ準優勝に終わった。大会終了後に辞任を表明。
キトでの活躍が評価され、2008年度の南米年間最優秀監督賞を受賞。その後サウジアラビアのアル・ナスルを短期間率い、2009年にコパ・スダメリカーナを制したホルヘ・フォサッティの後任としてキトの監督に復帰。2010年にはレコパ・スダメリカーナとエクアドルリーグの二冠を達成した。
2013年、CAサン・ロレンソに入団。翌年のコパ・リベルタドーレスではクラブを史上初となる優勝を達成し、自身は異なる2つのクラブをリベルタドーレス優勝に導いた監督となった。FIFAクラブワールドカップ2014では準決勝でオセアニア王者のオークランド・シティFCを撃破したが、決勝の欧州王者レアル・マドリード戦では0-2で敗れた。
2015年12月17日、ブラジルのサンパウロFCの監督に就任したが、半年で退団した。
2016年8月1日、アルゼンチン代表の監督に2年契約で就任。ナショナルチームで指揮を執るのは初めてであった。しかし2018W杯・南米予選では4試合を残して5位に位置する不振に陥り、2017年4月10日に解任された。
アルゼンチン代表解任後の2017年5月11日にアラブ首長国連邦代表と1年契約を結んだ。2018W杯・アジア予選にて3試合を残して4位に位置する中での就任だった。就任後初戦のタイ戦では痛恨のドローを喫し、2戦目のサウジアラビア戦には勝利したものの、最終戦のイラク戦でも敗北しワールドカップ出場を逃した。
アラブ首長国連邦を率いていた2017年9月14日、2018 FIFAワールドカップ出場を決めたもののベルト・ファン・マルワイクを解任したサウジアラビア代表の監督に就任。就任後に行われた5つの親善試合では2勝3敗の結果だったが直近2試合の親善試合にて得点を奪えなかったことを理由に11月22日に解任された。
2018年5月、2001年以来17年ぶりにCAロサリオ・セントラルの監督に就任した。

## タイトル

### 選手
ロサリオ・セントラル
- プリメーラ・ディビシオン : 1980ナシオナル, 1986-87

### 指導者
スポルティング・クリスタル
- プリメーラ・ディビシオン : 2005年
- コパ・アルヘンティーナ : 2018年

キト
- セリエA : 2010
- コパ・リベルタドーレス : 2008
- レコパ・スダメリカーナ : 2010

サン・ロレンソ
- コパ・リベルタドーレス : 2014

### 個人
- 南米年間最優秀監督賞 : 2008